# Der Bahnhof
 Der Bahnhof (Originaltitel: Dworzec) ist einer der frühen, kurzen Dokumentarfilme des polnischen Regisseurs Krzysztof Kieślowski aus dem Jahr 1980. 

## Handlung
Der Film spielt im Warschauer Zentralbahnhof. Er zeigt vor allem unterschiedliche wartende Menschen, Menschen die auf Anschlüsse und Fortbewegung warten, und kann so auch politisch verstanden werden.

## Hintergrund
Im Interview mit Danusia Stok erzählte Kieślowski: „Wenn ich an Dworzec denke, sehe ich, dass es viele Bilder mit solchen Menschen gibt: einer ist eingeschlafen; einer wartet auf jemanden. Vielleicht kommt er, vielleicht nicht. Es geht um solche Leute, Menschen, sich nach etwas sehnen. Der Film ist nicht individualisiert, aber das macht nichts. Wir haben den Film gemacht, um diese  Leute zu zeigen. Wir haben ungefähr zehn Nächte damit verbracht, sie zu filmen.“